# Хоронеко, Вячеслав Васильевич
Вячеслав Васильевич Хоронеко (бел. Вячаслаў Васільевіч Харанека; 6 июня 1961, Бобруйск) — белорусский спортсмен (гиревой спорт). Обладатель последнего кубка СССР, кубка независимых государств (СНГ). Мастер спорта СССР. Мастер спорта международного класса Республики Беларусь по гиревому спорту. Двукратный чемпион вооруженных сил Советского Союза. Бронзовый призёр чемпионата Европы. Бронзовый призёр последней спартакиады народов СССР в упражнении толчок. Чемпион мира в произвольном подъёме гири. Шестикратный рекордсмен книги мировых рекордов «Гиннесса». Книг рекордов России, стран СНГ и Балтии «Диво». Рекордсмен «Книги рекордов планеты». Четыре рекорда включены в книгу-энциклопедию «100 великих рекордов человека». Восьмидесяти семикратный рекордсмен мира в произвольном подъёме гирь.

## Биография
Родился 6 июня 1961 г. в г. Бобруйск Могилевской области Белорусской ССР. Окончил среднюю школу № 3 г. Бобруйска. В старших классах занимался велоспортом, выполнил 1-й юношеский разряд. После службы в вооруженных силах СССР с 1983 по 1985 годы занимался тяжелой атлетикой у тренеров Михаила Рабиковского и Анатолия Курзанова. Выполнил Норматив кандидата в мастера спорта СССР. С 1985 по настоящее время занимается гиревым спортом у тренеров: Михаила Рябца, Владимира Фролова, Сергея Мацкевича. С 1987 г. переехал на постоянное место жительства в г. Минск где и проживает по настоящее время.
С 1988 по 1992 годы выступал за Вооруженные силы Белорусской ССР. В 1991 г. окончил Белорусский государственный институт физической культуры по специальности тренер-преподаватель физической культуры. С 1994 по 2006 г. работал преподавателем и старшим преподавателем кафедры профессионально-прикладной физической подготовки Академии Министерства внутренних дел Республики Беларусь. Подполковник МВД запаса с 06.06.2006 г.
2010—2011 г. работал преподавателем на кафедре физической подготовки в Военной академии Республики Беларусь. С 2014 г. до 2020 г. вёл занятия по физической подготовке в Университете гражданской защиты МЧС Республики Беларусь.
11 апреля 2011 г. пострадал в теракте в Минском метро. 31 марта, 21 апреля 2016 года, 3 августа 2023 года и 20 ноября 2024 года перенес 4 сложнейших операции по замене правого и левого тазобедренных суставов в Республиканском научно-практическом центре травматологии и ортопедии.
С 2016 г. по настоящее время специализируется в гиревых: мини-марафоне (15 минут), полумарафоне (30 минут), марафоне (60 минут) в номинации: жим гири, весом 32 килограмма одной рукой произвольно в положении лежа. Является рекордсменом Республики Беларусь в этой номинации за 30 минут с результатом — 880 подъёмов. Рекорд установлен 17.03.2018 в г. Осиповичи в рамках открытого чемпионата Республики Беларусь по гиревому марафону. В честь первого исполнителя это упражнение получило название «Жим Вячеслава Хоронеко».

## Карьера
В сентябре 1985 г. в г. Солигорск стал абсолютным чемпионом первого чемпионата БССР по гиревому спорту, выступая в весовой категории до 90 кг.
Десять раз подряд (с 1985 г. по 1994 г.) становился чемпионом БССР И Республики Беларусь в двоеборье.
Личные рекорды, показанные на чемпионатах БССР и Республики Беларусь с гирями весом 32 кг: толчок — 230 подъёмов без ограничения времени. 126 подъёмов с ограничением времени 10 минут рывок: по 77 подъёмов правой и левой рукой.
Семь раз выигрывал кубок БССР и Республики Беларусь в длинном цикле. Личный рекорд, показанный на кубках БССР и Республики Беларусь с гирями весом 32 кг в длинном цикле — 82 подъёма с ограничением времени — 10 минут.
Участник первого личного чемпионата СССР (ноябрь 1985 г., г. Липецк, РСФСР). Звание мастера спорта СССР присвоено 30.05.1988 г. Стал вторым мастером спорта СССР по гиревому спорту в Беларуси после Владимира Мусатова из г. Рогачева.
Победитель кубка СССР (18-19 мая 1991 г., г. Минск) (д.ц.) в в/к до 90 кг с результатом — 78 подъёмов.
Победитель кубка СНГ (28-29 мая 1992 г., г. Минск) (д.ц.) в в/к до 90 кг с результатом 79 подъёмов.
Чемпион вооруженных сил СССР (март 1989 г., г. Серпухов, РСФСР) (двоеборье)  в в/к свыше 90 кг с результатом: толчок — 120 подъёмов, рывок 65+65 подъёмов.
Чемпион вооруженных сил СССР (23-24 марта 1990 г., г. Севастополь, Украинская ССР) (д.ц.) в в/к до 90 кг с результатом — 76 подъёмов.
Серебряный призёр чемпионата СССР (15-16 октября 1991 г., г. Алма-Ата, Казахстанская ССР) (двоеборье) в в/к до 90 кг. С результатом: толчок — 122 подъёма, рывок 64+64 подъёмов.
Бронзовый призёр чемпионата СССР (15-16 октября 1991 г., г. Алма-Ата, Казахстанская ССР) в упражнении толчок в в/к до 90 кг с результатом — 122 подъёма.
Серебряный призёр кубка СССР (14-16 апреля 1989 г., г. Талси, Латвийская ССР) (д.ц.) в в/к свыше 90 кг. С результатом 77 подъёмов.
Бронзовый призёр Ⅹ спартакиады народов СССР (июнь 1990 г., г. Оренбург, РСФСР) в упражнении толчок в в/к свыше 90 кг. С результатом — 121 подъём.
Бронзовый призёр чемпионата Европы (октябрь 1992 г., г. Талси, Латвия) (двоеборье) в в/к свыше 90 кг с результатом: толчок — 123 подъёма, рывок 62+62 подъёмов.
Чемпион мира (24-25 октября 2014 г., г. Могилев, Беларусь)  в в/к до 80 кг в произвольном подъёме в номинации толчок гири 16 кг. Одной рукой за 10 минут с результатом 520 подъёмов.
Звание мастера спорта международного класса Республики Беларусь присвоено 15.05.1995 г. Стал вторым мастером спорта международного класса Республики Беларусь по гиревому спорту после Виктора Калмука из г. Новополоцка.
Звание заслуженного мастера гиревого спорта присвоено международной конфедерацией мастеров гиревого спорта 8 сентября 2024 года под номером 0111. Протокол № 017.
По итогам 1996 и 1998 годов получил титул «Мистер cилач Республики Беларусь».
В целях популяризации здорового образа жизни регулярно принимал участие и являлся соведущим спортивной передачи «Силач», которая выходила на телевизионном канале БТ-1 с 1989 по 2001 гг. В 2010—2011 гг. вёл рубрику «Силачи» на телеканале СТВ. В конце 2006 года стал одним из 12 участников телепроекта "Звездный цирк" на канале СТВ.
С 2008 по 2012 гг. вёл рубрику «Приёмы самообороны для населения» в национальном журнале «Спецназ». Принимал участие в спортивно-развлекательных программах  телеканала ОНТ: «Звездный цирк» 2007 г., «Битва городов» 2007 г., «Битва титанов» 2008 г. Принял участие в передаче «Наши рекорды» на телеканале РЕН-TV в 2007 г. Многократно участвовал в благотворительных акциях «Спортсмены — детям инвалидам и детям сиротам» Увлекается кино. Актёр. Член Белорусского союза кинематографистов с января 2011 г. Снялся в 12 российских и белорусских фильмах и сериалах, в том числе: «Захватчики» (Россия) в роли командира отряда спецназа «Тигр», «Возвращение Мухтара 2» (серия «Лучший участковый», Россия) в роли вора-рецидивиста, «Покушение» (Беларусь) в роли майора связи Советской армии.
Многократно принимал участие в различных рекламных проектах. С 2018 г. является лицом компании «Vimpex SPORT».

## Семья
Имеет двух детей: сын — Андрей, дочь — Инна. Имеет четырёх внуков: внук — Тимофей, внучка — Арина, внучка — Яна, внучка — Оливия.

## Достижения
С 1991 года по настоящее время установил 187 уникальных рекордов в подъёме отягощений различного веса за различное время и в разных положениях.
Является шестикратным рекордсменом книги мировых рекордов Гиннесса в часовом подъёме гири способом: толчок одной рукой произвольно. Рекорды были установлены с 2013 по 2014 годы. Лучший результат — 39 тонн 498 килограмм.
Обладатель самого продолжительного 48-часового индивидуального силового рекорда в мире в подъёме бочки, весом сорок килограмм вверх на прямые руки из положения стоя с результатом 6160 подъёмов. Установлен 2-4 марта 2005 г. в г. Минске.
Вячеславу Хоронеко принадлежит самый продолжительный официальный мировой рекорд в подъёме гири в номинации: толчок гири весом 16 килограмм одной рукой произвольно за 24 часа из положения стоя с результатом 18108 подъёмов. Установлен 8-9 мая 1998 г. в Минске.
Является первым рекордсменом XXI века в подъёме тяжестей в Республике Беларусь и мире, подняв бочку весом 40 килограмм вверх на прямые руки из положения стоя за 36 часов с 12 часов дня 30 декабря 2000 года до 00 часов 1 января 2001 года — 4221 в г. Минске.
Является первым человеком в Беларуси и мире, установившим комбинированный силовой рекорд, соединив гимнастику и подъём гирь в номинации: жим гири весом 32 килограмма одной рукой, сидя в гимнастическом шпагате за 10 минут. Результат — 100 подъёмов. Установлен 25 ноября 2000 г. в Серпухове.
Выступая в г. Москве на манежной площади в сентябре 1997 г. в рамках мероприятий, посвященных 850-летию г. Москвы, установил рекордный трюк, непревзойденный до настоящего времени — выполнил за одну минуту 9 кувырков назад, всё время удерживая в прямой руке гирю, весом 32 килограмма. Российские и зарубежные СМИ назвали этот трюк «Силовой дорожкой Вячеслава Хоронеко».
Первый рекорд, зафиксированный книгой рекордов в России, стран СНГ и Балтии «Диво» установил в Московском институте физической культуры и спорта в ноябре 1993 г. подняв штангу весом 150 килограмм за одну минуту способом становая тяга — 45 раз. На данный момент является 120-ти кратным рекордсменом книги рекордов России, стран СНГ и Балтии «Диво».
Ещё один уникальный рекорд в шпагате, чуть не стоивший спортсмену жизни, Вячеслав установил в бассейне, где, сидя в гимнастическом шпагате под водой с задержкой дыхания за 52 секунды поднял гирю весом 32 килограмма одной рукой способом жим — 21 раз. Установлен в январе 1999 г.
Рекордсмен книги рекордов «Планеты».
4 рекорда включены в книгу — энциклопедию «100 великих рекордов человека».
В 1999 г. по опросу старейшей спортивной газеты «Спортивная панорама» по итогам года вошел в десятку лучших спортсменов республики Беларусь. На данный момент является единственным представителем гиревого спорта в Беларуси, удостоенного такой чести.
В 2011 г. по версии телеканала ОНТ удостоен титула — «Гордость нации».
16.01.2016 Вячеслав Хоронеко установил новый мировой рекорд. В течение одного часа в жиме 24-килограммовой гири лежа одной рукой попеременно Вячеслав Васильевич выполнил 1410 подъемов. Свой рекорд он посвятил Дню спасателя и для исторической экспозиции института гражданской защиты МЧС подарил завоеванную им золотую гирю и оригинальный сертификат Книги рекордов «Гиннесса».
25.09 2018 г. в рамках спортивных мероприятий в г. Минске, посвященных 85-летию Университета гражданской защиты МЧС Республики Беларусь, установил абсолютный рекорд Республики Беларусь и мировой рекорд в жиме гири 32 килограмма лёжа одной рукой произвольно в течение 30 минут (гиревой полумарафон) с результатом 1010 подъёмов.
3 ноября 2018 г. в г. Минске в рамках чемпионата страны по гиревому марафону прошел первый чемпионат Республики Беларусь в жиме гири 32 кг одной рукой попеременно лёжа в течение 30 минут. Абсолютным чемпионом стал Вячеслав Хоронеко, выступивший в весовой категории до 90 кг с результатом 931 подъем.
23 марта 2019 г. в городе Осиповичи Могилевской области стал двукратным чемпионом Республики Беларусь по гиревому жиму в номинации гиревой полумарафон и установил абсолютный мировой и национальный рекорды выжав гирю 32 кг одной рукой попеременно лёжа за 30 минут 1070 раз. Рекорд был посвящен предстоящим II Европейским играм, которые прошли в июне 2019 г. в Минске, и на которые Вячеслав Хоронеко был выбран в команду факелоносцев.
3 мая 2019 г. в Минске в рамках международной выставки СМИ и рекламы в Беларуси установил мировой и национальный рекорд в гиревом мини марафоне подняв гирю 32 кг одной рукой попеременно лежа способом жим за 15 минут в количестве 554 подъема. Рекорд посвящен 75-летию освобождения Беларуси.
В ноябре 2019 г. как основателю и победителю первых международных соревнований по гиревому марафону конца 20-го начала 21-го века присвоено звание «Элита гиревого марафона под номером 1»
12 сентября 2020 г. в рамках спортивно-патриотической акции, посвящённой 75-й годовщине Великой Победы человечества над фашизмом, установил мировой рекорд в гиревом супермарафоне в номинации: жим гири 24 кг одной рукой попеременно лёжа за 7 часов 30 минут с результатом 7500 подъёмов (180 тонн).
С 2023 года совместно с Виктором Мацуром является основателем официальной силовой дисциплины в мире:
белорусский жим — жим двух гирь одновременно лёжа и жим гири одной рукой лёжа без смены рук с ограничением времени 5 минут.
В рамках международного фестиваля силовых видов спорта 19.11.2023 в г. Минске установил абсолютный мировой рекорд в белорусском жиме - жиме двух гирь по 24 кг каждая одновременно лежа с ограничением времени 5 минут. Результат — 113 подъемов. Полный возраст во время установления рекорда — 62 года 5 месяцев 13 дней. Рекорд установлен через 3 с половиной месяца после операции по замене левого тазобедренного сустава.
В рамках рождественского международного фестиваля силовых видов спорта 24 декабря 2023 года в г. Минске установил абсолютный мировой рекорд в жиме гири 32 кг левой рукой лёжа с ограничением времени 5 минут. Результат — 106 подъемов. Ближайший соперник — мастер спорта международного класса Андрей Яцино выжал гирю 32 кг 84 раза.
В рамках открытого кубка защитника по гиревому марафону 24 февраля 2024 года в аг. Сеница установил абсолютный официальный мировой рекорд в открытой взрослой категории от 23 лет и старше и в весовой категории до 82,5 кг в белорусском жиме — жиме гири 32 кг одной рукой лежа с ограничением времени 5 минут. Результат — 119 подъемов. Рекорд посвящен 80-летию освобождения Беларуси от немецко-фашистских захватчиков. Полный возраст во время установления рекорда — 62 года 8 месяцев и 18 дней.
В рамках международного фестиваля Кубок чемпионов Золотой зубр с участием сильнейших спортсменов из России, Беларуси, Казахстана Вячеслав Хоронеко установил абсолютный мировой рекорд в открытой взрослой категории от 23 лет и старше и в весовой категории до 82,5 кг в белорусском жиме — жиме гири 32 кг лежа одной рукой с ограничением времени 5 минут. Результат — 121 подъём. Полный возраст во время установления рекорда 63 года и 3 дня. Рекорд установлен в СОЦ Ратомка 9 июня 2024 года.
В рамках 3 заключительного этапа международного фестиваля силовых видов спорта «Бриллиантовая Рысь» установил мировой рекорд в белорусском жиме в номинации: жим гири 24 кг левой рукой лежа с ограничением времени 5 минут. Результат – 203 подъема. За три недели до установления рекорда перенес сложную операцию на правом тазобедренном суставе. Полный возраст во время установления рекорда – 63 года и 6 месяцев. Собственный вес – 86 кг. Рекорд установлен 15 декабря 2024 года в г. Минске.
В рамках дня защитника Отечества на международном фестивале «Золотой медведь» установил официальный мировой рекорд в белорусском жиме. Жим гири 32 кг левой рукой лёжа с ограничением времени 5 минут. Результат — 125 подъёмов. Полный возраст — 63 года 9 месяцев. Собственный вес — 88 кг. Рекорд установлен 23 февраля 2025 года в г. Минске в Универсальном спортивном комплексе.
В рамках 80-летия Великой Победы на международном фестивале по силовым видам спорта "Кубок Победы" с участием сильнейших спортсменов из Беларуси, России, Израиля и Шри-Ланки, установил официальный мировой рекорд в белорусском жиме. Жим гири 32 кг левой рукой с ограничением времени 5 минут. Результат — 130 подъёмов. 4 мая 2025 года. г. Минск, Универсальный спортивный комплекс. Возраст — 63 года и 11 месяцев.
В народе получил неофициальный титул «Белорусский король гирь».

## Награды
- 80 лет МВД Беларуси 1997 г.
- 200 лет МВД России 2002 г.
- 20 лет Институту пограничной службы 2013 г.
- 95 лет Республиканскому обществу «Динамо» 2018 г.
- Нагрудный знак «Почетный Динамовец» 2013 г.
- Памятная медаль 100 лет республиканскому обществу динамо 2023 г.